# Adamismo

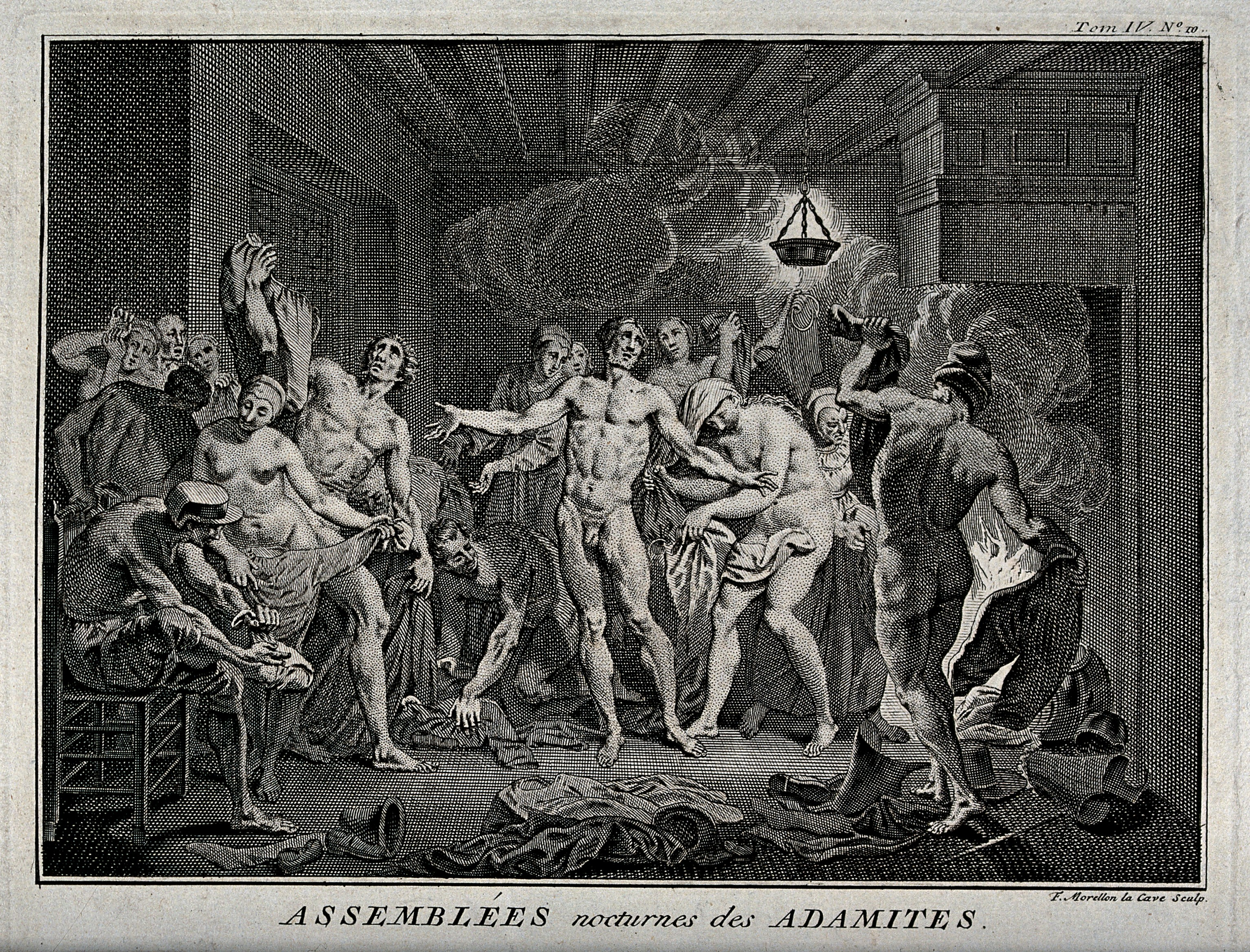
Asamblea nocturna de adamitas. Grabado de François Morellon La Cave,

El adamismo (del fr. adamisme) o adamianismo fue un movimiento religioso de corte gnóstico surgido en torno a mediados del siglo II d. C. caracterizado sobre todo por el hecho de que sus integrantes, tanto hombres como mujeres, se mostraban «completamente desnudos en público, o por lo menos en sus reuniones, [pretendiendo así] remedar la inocencia de Adán y Eva antes de su caída», descrita en Génesis 2:25, si bien cabe reseñar que existen notables desacuerdos tanto de carácter teológico como histórico entre los diferentes autores que a lo largo del tiempo se han venido ocupando del mismo como Ireneo de Lyon, Agustín de Hipona, Teodoreto de Ciro, Clemente de Alejandría, etc.
Así mientras que según este último «hacían quitar las luces de sus reuniones para evitar la vergüenza que les hubiera ocasionado el verse de tal manera», Epifanio de Salamina (quien los sitúa cronológicamente entre los alogianos y los sanseanos, después de los montanistas y antes de los teodoristas) niega que no utilizasen ropa alguna «con el objeto de imitar a nuestros [primeros] padres», llegando a asegurar que antes de entrar en sus templos, a los que llamaban «paraísos», elegían a «las mujeres que más les agradaban para entregarse después a oscuras a todo género de excesos».
Tampoco existe unanimidad sobre que su fundador fuese un tal Pródico, discípulo de Carpócrates, o aún este mismo incluso, como «parece acreditarlo la circunstancia de que algunos escritores han hablado de los adamitas del siglo II sin nombrarlo, mientras que otros han referido las extravagancias y excesos de herejes del mismo tiempo que no seguían absolutamente sus preceptos y formaban reuniones aparte».

Algunos sabios son de la opinión de que el origen de los adamitas data de una época más antigua que la del establecimiento del cristianismo: para esto se fundan en que Maacha, madre de Asa rey de Judá, era gran sacerdotisa de Príapo y que en los sacrificios nocturnos que hacían las mujeres a este ídolo obsceno se presentaban enteramente desnudas.

En cuanto a sus costumbres sexuales destaca su aversión al matrimonio fundada en «la razón ingeniosa de que Adán no había conocido a su mujer hasta después de haber pecado y salido del Paraíso», si bien autorizaban «las uniones vagas y aún las incestuosas».
Según Tertuliano se opusieron también a la unidad de Dios, la necesidad de la oración y tildaron el martirio de locura y extravagancia. «[…] no había distinción entre presbíteros y legos y tanto la fornicación como el adulterio eran acciones santas y meritorias».

## Movimientos posteriores (ss. XIV-XIX)

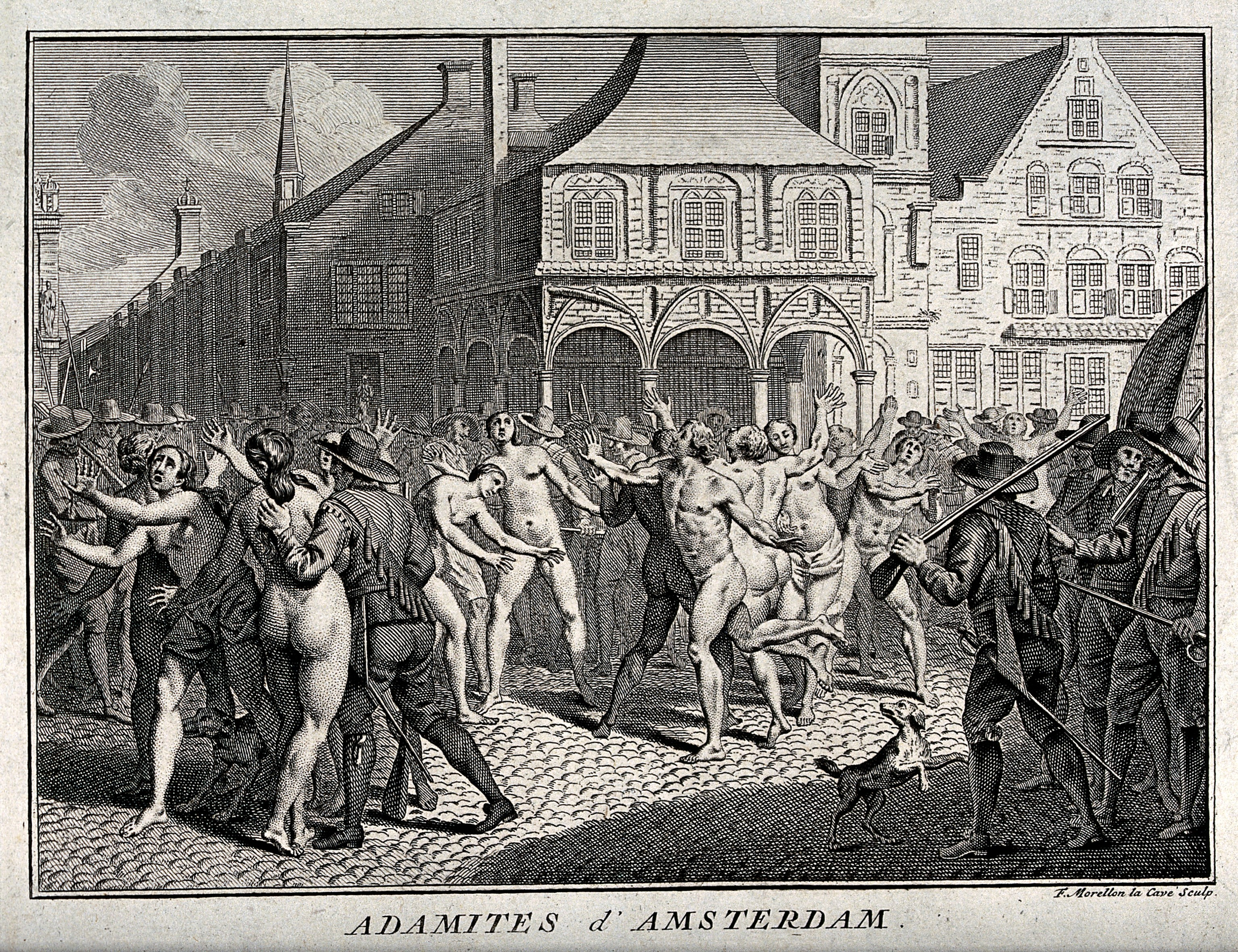
Detención de un grupo de adamitas en una plaza de Ámsterdam. Grabado de François Morellon La Cave,

Si bien el movimiento originario desapareció en el siglo IV «algunos protestantes como los valdenses o los anabaptistas holandeses adoptaron posteriormente las mismas prácticas»:

Será exactamente a lo largo de esta misma época [siglo XIV] cuando en Bulgaria surge el adamismo, un movimiento de naturaleza ético-religiosa que comprende prácticas violadoras de las normas de la moral pública, por un lado, al tener por lícita la poligamia y, por otro, al celebrar sus congregaciones desnudos, a semejanza de Adán en el paraíso. Según afirma Galabina Petrova en el concilio de 1335 junto con los demás herejes fue castigado el adamita Lázaro. Según la hagiografía de San Teodosio de este modo se consiguió la «denuncia de la mentirosa doctrina del adamismo», volviendo todos sus adeptos al seno de la fe verdadera.

En el siglo XV un tal Picard, natural de Flandes, predicó en Bohemia los errores de los antiguos ADAMITAS, llamándose él mismo «hijo de Dios». Sus discípulos, llamados también picardienses o bergardos, del nombre de su maestro, aparecieron hacia el año 1421 en una isla del río Lusinitch, donde Žižka los sorprendió y derrotó, aunque sin extinguirlos por completo, porque en los siglos siguientes todavía se les encontró reunidos en gran número en los territorios de Bohemia y Moravia, donde inspiraron una gran aversión a los husitas y acabaron por confundirse con los taboristas.

Algunos anabaptistas intentaron en Holanda aumentar el número de los sectarios de Picard pero la severidad del Gobierno acabó bien pronto con ellos. Esta secta hizo también prosélitos en Polonia y en Inglaterra, se reunían por las noches y se cree que una de las máximas fundamentales de su sociedad estaba contenida en este verso:
Jura, perjura, secretum prodere noli.

Cierto día se vio en Leyden que los hombres y las mujeres quemaban sus vestidos y corrían enteramente desnudos por las calles diciendo «que la verdad está desnuda y que no se debe ir vestido sino de virtudes». Algunos cubos de agua convenientemente aplicados bastaron para resfriar su celo. En Amsterdam y otra aldea inmediata se presenció el mismo espectáculo. Doce fanáticos, siete hombres y cinco mujeres, recorrieron desnudos y armados de sables la ciudad y gritando: «Bendición a derecha, bendición a izquierda, calamidad, venganza divina». El olor de sus vestidos arrojados al fuego hizo tener un incendio y alarmó a toda la ciudad: los fanáticos fueron aprehendidos y ahorcados.

Se tienen además varias noticias de un breve resurgimiento de la secta en la zona de Bohemia a raíz del edicto de tolerancia religiosa promulgado por José II en 1781, así como de que a mediados del siglo XIX fue preciso llamar al Ejército para que interviniese en el distrito de Chrudim (actual República Checa) contra un grupo de adamitas dirigidos por un tejedor ambulante llamado Pelzmann.